# 박찬희 (성우)
박찬희(1976년 9월 26일 ~ )은 한국의 남자 성우다. 2002년 한국방송 성우극회 29기로 입사했다.

## 주요 활동작

### 애니메이션
- DARKER THAN BLACK -흑의 계약자- - 코노 유타카 役
- 강철의 연금술사 - 그리드 / 케인 휴리 役
- 강철의 연금술사 극장판 - 케인 휴리 役
- 건퍼레이드 오케스트라 - 오구치 미치야 役
- 라라의☆스타일기 - 신성(카자마 히로토) 役
- 나나 - 후지에다 나오키 役
- 디지캐럿 시리즈 - 점장 / 타케시 / 요시미 役
- 라제폰 - 야구모 소이치 役
- 로미오X줄리엣 - 티볼트 役
- 매직 유저스 클럽 - 요시모토 요시토 / 사에의 담임 / 테니스부 코치 / 남학생1 / 남학생5 / 남학생7 / 사에의 아버지 / 사회자 / 전철안내방송 / 경찰2 / 시민5 役
- 마다가스카(KBS) - 프라이빗 / 동물원 동물 목소리
- 마법의 별 매지네이션 - 태오 役
- 메이저 3기 - 김순동(우치야마) 役
- 뱀부 블레이드 - 에이가 단쥬로 役
- 세이버 마리오넷 J - 파우스트 / 하라우치 / 야쿠자 / 텐페 / 기코리 / 남자2 / 시민2 / 검술문하생2 / 시민2 / 자포네스 병사1 / 남자3 / 젊은 파우스트 / 문하생3 / 시민1 / 시민5 / 시민9 役
  - 세이버 마리오넷 J to X - 파우스트 / 가짜 파우스트 / 남자3 / 남자6 / 남자7 / 도둑2 / 도둑4 役
  - 세이버 마리오넷 J Again - 파우스트 役
- 아유마유 극장 - 나류미 타카유키 役
- 아쥐르와 아스마르 - 아스마르 役
- 여신 후보생 - 어니스트 퀘레 役
- 유희왕 듀얼몬스터즈 - 샤디 役
- 은반의 수호천사 - 닛타 카즈야 役
- 작안의 샤나 1~2기 - 사토 케이사쿠 役
- 지구로 - 토니 / 힐먼 / 샘 휴스턴 役
- 현시연 - 사와자키 役
- 플레이볼 - 양재건 / 의수 役
- 비바 파냐타
- DNA^2
- 엑스 드라이버 OVA - 마이클 役
- 택틱스 - 키헤이 役
- 파워퍼프걸Z

### 영화 / 외화
- 갱스터 초치(KBS 프리미어 영화) - 부처(젠조 느코베)
- 빅히트(SBS 영화)
- 블랙 벌룬(KBS 영화) - 딘(라이언 클라크)
- 박사가 사랑한 수식(KBS) - 학생(키키누마 유스케)
- 오 O / Othello(SBS 영화) - 마이클(앤드류 키건)
- 어글리 베티(KBS 외화시리즈) - 마크(마이클 우리)
- 사하라(KBS 영화) - 오쇼디(클린트 다이어) /  마사드의 변호사(마크 애스피넬)
- 뷰티풀 마인드(KBS 영화) - 공사 직원(제임스 월렌) / 대학생
- 쿵푸 허슬(功夫: Kung Fu Hustle)(KBS 영화) - 이발소 청년(하문휘)
- 위기의 주부들(Desperate Housewives)(KBS2 특별기획 드라마) - 데일
- 히 갓 게임 He Got Game(SBS 영화)
- 애니멀 The Animal(KBS 토요명화)
- 파인딩 포레스터 Finding Forrester(SBS 시네클럽)
- 찰리 제이드 Charlie Jade(KBS 특선기획드라마) - 도츠
- 슈가 & 스파이스 Sugar & Spice(SBS 씨네클럽)
- 대단한 유혹 La Garande Seduction(KBS 명화극장)
- 라스트 캐슬(KBS 영화) - 니볼트(닉 코키치)
- 스타쉽 트루퍼스(SBS 영화)
- 존 말코비치 되기 Being John Malkovich(KBS 명화극장) - 남학생
- 모스맨(SBS 영화)
- 머더 바이 넘버(SBS 영화) - 리처드 헤이우드(라이언 고슬링)
- 폭로(SBS 영화) - 돈 체리(니콜라스 새들러) 外
- 소피 숄의 마지막 날들(KBS 영화) - 알렉산더(요하네스 슘) / 해설(요아킴 허프너)
- 셧 업(SBS 영화)
- 나이트 플라이트(SBS 영화) - 남학생(카일 갤너) / TV 방송 / 경호원 / 테러범
- 아이 로봇(KBS 영화) - 파르베(샤이아 러버프)
- 키드(KBS 영화) - 토쉬(토시야 아가타)
- 시간 여행자의 아내(KBS 영화) - 의사(도날드 케리어) / 라디오 방송 목소리 / 식당 직원 / 지하철 남자
- 스테이트 오브 플레이(KBS 영화) - 도미닉 포이(제이슨 베이트먼)
- 친밀한 적(KBS 영화) - 군인(기욤 구익스)
- 스쿠비 두 (SBS) - 레슬러(샘 그레코) / 관광객(크리스티언 쉬미드)
- 썬더볼트 (SBS) - 에이미의 동료(황자화)

### 내레이션
<MBC>
- 일밤 '경제야 놀자'
- 일밤'집드림'
- 국가대표
- TV특종 놀라운세상
- 도전 예의지왕
- 지피지기
- 2008 연예대상
- 공부의 제왕
- 2008 가요대전
- 리얼다큐 EXIT
- 2008 대학가요제
- 고우투 익스트림
- 커플링
- (시트콤)거침없이 하이킥

<SBS>
- 퀴즈! 육감대결
- TV컬투쇼
- 스타 부부쇼 자기야
- 2009 한류콘서트
- TV나왔다
- 대결 스타쉐프
- 스타 큐텐
- TV로펌 솔로몬(솔로몬의 선택)
- 지구촌 VJ특급
- 2008 바다로 세계로
- 사람사는 세상(GTB)
- 꾸러기 탐구생활
- 찾아라 녹색황금

<KBS>
- 놀라운 아시아
- 시사 투나잇
- 헤딩라인 뉴스
- 무한지대 큐
- 2008드라마 메이킹 필름
- 쾌도 난타
- 월드컵 X파일
- 싱싱 일요일
- 대한민국 퍼센트
- 러브 인 아시아
- KBSN 종합예고
- 박중훈쇼 대한민국 일요일 밤
- 스타 골든벨 1학년 1반
- 오천만의 아이디어로
- 1 대 100
- 생생 정보통
- 연예가 중계
- 인사이드 스포츠
- 아이돌 리그
- 가족 골프왕
- 주말종합예고
- 녹색충전 토요일

<KBS라디오>
- KBS무대
- 보람이네 집
- 라디오 독서실
- 소설극장

<TVn>
살아있는 용기 나를 깨워라
- VJ매거진 "RUN"
- 황신혜의 "더퀸"

<Q채널 & XTM & 퀴니tv>
- 천일야화(Q채널)
- 헐리웃 파파라치(XTM)
- 별별 폰겜(퀴니tv)

<M_net>
- 에프터 스쿨 오브 락
- WOW TV나왔다.

<리빙TV>
- 레져&트레블 나레이션
- 뉴스매거진(리빙 투데이)

<기타등등>
- [메디컬TV]
- - 메디컬 의학
- [ETN]연예정보
- [코메디] 커플링

<광고>
- 삼성-사내방송
- 맥도널드-사내방송
- 현대해상-사내방송
- 대한생명-사내방송
- KT&G-사내방송
- LIG-사내방송
- KT&G
- 삼성생명
- 청운대학교
- 그란세이저
- FedEx
- 서강대학교
- 맛있는 우유 GT
- 마구마구
- 자생한방병원
- SK교육 홍보
- 대한생명
- 동부화재
- 자생한방병원
- KFC
- 메리츠 증권
- 현대카드
- 닥터유
- 아침과일
- 벼룩시장
- 1633_콜렉트콜
- SK주식회사
- 피자에땅
- 쿨 러닝
- GM 대우
- 공익광고
- 부산대학교
- 세명대학교
- 옥션
- 경희대학교
- 쏠라이트
- 혜전대학
- 서울대학교
- 네비게이션_엑스로드
- 2008 미스코리아 선발대회
- CF 라이나 생명 가족사랑 플랜보험(홈쇼핑광고)
- 웰피아 닥터피쉬 각질 제거기(홈쇼핑광고)